# Huangbo Sijuen
Huangbo Hsijun (Huángbò Xīyùn; tradicionalni kineski: 黄檗希運; doslovno "Hsijun od Huangboa", japanski: Ōbaku Kiun; ? - oko 850) bio je uticajni kineski učitelj zen budizma. 

## Život
Rođen je Fujianu u doba dinastije Tang. Huangbo je bio učenik Baizhang Huaihaija (720-840), a učitelj Linči Jihsuana (? - 866), koji mu je bio naslednik.

## Učenje
Huang-po je govorio o budnosti: 
Zapravo, uopšte ne postoji budnost. Buda je o njoj govorio koristeći je naprosto kao sredstvo za vaspitanje ljudi, baš kao što se žuto lišće može proglasiti za zlatnike da bi se zaustavio plač dece... Jedino što valja da činite jeste da se otarasite svoje stare karme, kad se ukaže prilika, i da ne stvarate novu karmu iz koje će poteći nove nesreće.
Takođe je govorio da je sve u vezi s Budom: 
Govor ili ćutanje, delanje ili nedelanje, i svaki prizor i zvuk, sve je u vezi s Budom. Kuda biste pošli da nađete Budu? Ne postavljajte glavu na glavu, niti usta pored usta.
Takođe je značajno doprineo zen učenju o nedelanju.

## Literatura
- Ju-Lan, Fung (1977). Istorija kineske filozofije. Beograd: NOLIT.

## Spoljašnje veze
- Huang Po - Biography and Poems

| Baizhang Huaihai | Rinzai zen patrijarh | Linči Jihsuan |